# Ravensworth, North Yorkshire
Ravensworth är en ort och civil parish i Storbritannien.   Den ligger i grevskapet North Yorkshire och riksdelen England, i den centrala delen av landet, 300 km norr om huvudstaden London. Ravensworth ligger 131 meter över havet och antalet invånare är 255.
Terrängen runt Ravensworth är platt åt nordost, men åt sydväst är den kuperad. Runt Ravensworth är det ganska glesbefolkat, med 36 invånare per kvadratkilometer. Närmaste större samhälle är Darlington, 16,3 km öster om Ravensworth. Trakten runt Ravensworth består till största delen av jordbruksmark.